# Frederik Christian Rosenkrantz

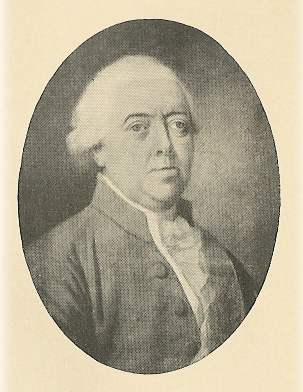
Frederik C. Rosenkrantz

Frederik Christian Rosenkrantz (* 19. Januar 1724 in Kopenhagen; † 15. Mai 1802 ebenda) war ein dänischer Staatsmann.

## Leben
Frederik Christian war Angehöriger des dänischen Adelsgeschlechts Rosenkrantz. Seine Eltern waren Iver Rosenkrantz (1674–1745) und Charlotte Amalie Skeel (1700–1763). Er war Erbherr auf Schloss Rosenholm und hatte Niels Rosenkrantz (1757–1824) zu seinem Legatar bestimmt, da der Sohn Iver (1749–1787) aus seiner Ehe mit Dorte Reedtz (1730–1801) vor ihm verstarb.
Rosenkrantz war Oberkriegssekretär im Zeitraum von 1763 bis 1766 für die Seestreitkräfte sowie von 1766 bis 1770 für die Landstreitkräfte. Von 1784 bis 1788 war er Staatsminister und Präsident des Kollegiums der Admiralität.

## Auszeichnungen
- 1741: Kammerjunker[1]
- 1748: Kammerherr[1]
- 1760: Weißer Ritter[1]
- 1764: Geheimrat[1]
- 1769: Blauer Ritter[1]